# Издательский совет Московского патриархата
Издательский совет Русской православной церкви — один из синодальных отделов Московского патриархата; в современном виде создан в 1994 году. В задачи совета входит координация деятельности православных издательских организаций, оказание методической, правовой, организационной и иной помощи как церковным, так и светским издательствам. В состав совета входит коллегия по рецензированию и экспертной оценке, задачей которой является определение соответствия православному вероучению литературы, которая планируется к распространению в церкви.

## История
В 1908 году Миссионерском съезде в Киеве протоиерей Иоанн Восторгов заявил, что «совершенно назрела потребность дать народу апологетическую литературу в общедоступном изложении». Данное предложение было принято всем съездом и отправлено на рассмотрение Святейшего Синода. По поручению Святейшего Синода, при непосредственном участии обер-прокуроров обсуждался вопрос о возможности, важности и структуре нового синодального учреждения, призванного отвечать за церковную литературу. После довольно продолжительного обсуждения проект положения об Издательском совете был разработан, рассмотрен и принят на заседании Синода 13 марта 1913 года. Разработанный проект положения об Издательском совете при Святейшем Синоде был представлен на рассмотрение императору Николаю II 21 марта 1913 года в Царском Селе. Николай II на представленном документе написал: «Быть по сему». В состав Совета входили председатель, являвшийся одновременно с этим членом Святейшего Синода, и четыре постоянных члена из лиц духовного и светского звания. Председателю было дано право по мере необходимости приглашать в состав Совета лиц, которые были известны своими трудами в литературном и издательском деле. Издательский совет, созданный за год до начала Первой мировой войны, не смог развернуть свою деятельность в масштабах и объёме, каких хотели и предполагали инициаторы его создания. Если бы обстановка была более благополучной, то Издательский совет стал бы крупнейшим церковным издательством, не только проверяющим и издающим авторские рукописи, но и заказывающим необходимые учебники, учебные пособия, брошюры, листки для общенародного чтения. Кроме того, он в итоге, скорее всего, заменил бы собой центральные духовно-цензурные комитеты в Санкт-Петербурге и Москве, став не единственным, но крупным центром по рецензированию, то есть цензурированию большей части духовной литературы, выходящей на территории Российской империи. В 1917 году деятельность Издательского совета была прекращена.
Поместный собор Русской православной церкви 1945 года, прошедший с 31 января по 2 февраля, образовал на базе редакции возрождённого в 1943 году «Журнала Московской Патриархии» (ЖМП) издательский отдел при Священном синоде, на который была возложена обязанность по выпуску ЖМП, церковных календарей, Священного Писания, богослужебной литературы, пособий для церковно- и священнослужителей и других книг, необходимых для церковной жизни. Первым руководителем издательского отдела стал патриарх Алексий I, который после кончины патриарха Сергия и до конца 1946 года был также и ответственным редактором ЖМП. Изначально отдел находился в здании Патриаршей резиденции в Чистом переулке, дом 5.
В начале 1947 года издательский отдел возглавил митрополит Николай (Ярушевич), занимавший должность на протяжении 13 лет. При нём издательский отдел переместился из здания патриархии в Чистом переулке в Новодевичий монастырь, где получил служебное помещение в Лопухинском корпусе и техническое помещение при трапезной, входящей в ансамбль Успенского храма.
В 1956 году издательский отдел впервые после 1918 года издал в стране Библию.
14 мая 1963 года руководителем отдела был назначен архимандрит Питирим (Нечаев) (последствие митрополит), возглавлявший отдел более 30 лет. Несмотря на жёсткий государственный надзор, осуществлявшийся Советом по делам религий, митрополит Питирим, преодолевая многие ограничения, постоянно увеличивал тиражи и номенклатуру церковных изданий. Под руководством митрополита Питирима было издано полное собрание богослужебных Миней в 24 томах по уточнённому и восполненному церковному календарю, а также восьмитомное издание «Настольной книги священнослужителя». В период его руководства отделом было построено трёхэтажное здание на Погодинской улице; освящено 22 сентября 1981 года патриархом Пименом. Велика роль издательского отдела при подготовке и проведении празднования 1000-летия Крещения Руси. К юбилею было выпущено более 30 изданий, 20 грампластинок с записями церковных песнопений. Но главной в этот период времени стала для отдела международная информационная работа, особенно работа с прессой.
С начала 1990-х годов издательский отдел перестал быть монополистом в области православного книгоиздания на канонической территории бывшего СССР. Стали появляться независимые православные издательства, количество которых быстро росло. При этом качество печати зачастую было низким, а процесс православного книгоиздания стал стихийным, и появилась необходимость координировать его. На Архиерейском соборе 1994 года были рассмотрены вопросы и проблемы, стоящие перед Русской православной церковью в области издательского дела, и было принято решение:

…вместо Издательского отдела Московского патриархата создать Издательский совет Московского патриархата как коллегиальный орган, состоящий из представителей синодальных учреждений, духовных школ, церковных издательств и иных учреждений Русской православной церкви, в целях координации издательской деятельности, оценки публикуемых рукописей и представления издательских планов на утверждение священного синода.

Издательские функции, которые раньше лежали на отделе, были возложены на созданное 24 ноября 1994 года Издательство Московской Патриархии. Определением Священного синода Русской православной церкви от 6 октября 1999 года издательскому совету был присвоен статус Синодального отдела. Определением Архиерейского собора 2000 года на совет были возложены дополнительные функции:

Издательскому совету предписывается иметь попечение о богословском, научном, духовном и эстетическом уровне литературы, выпускаемой епархиями и иными каноническими церковными подразделениями, которые, в свою очередь, должны неукоснительно представлять в Совет свои издательские планы и экземпляры выпущенных книг, журналов и газет.

Кроме этого, Собор определил, что с издательским советом должны согласовываться все издания богослужебной литературы.
Архиерейский собор 2004 года в определении «О вопросах внутренней жизни Русской православной церкви» отметил, что «особое значение имеет строгая экспертиза богословской литературы и церковных календарей». Для этой цели издательскому совету было предоставлено право «ставить на подобные издания гриф „Разрешено к печати Издательским советом Русской православной церкви“».
5 мая 2009 года предстоятель РПЦ патриарх Кирилл, посетив комплекс зданий на Погодинской улице, отметил, что «в церковном издательском деле сейчас полное неблагополучие». Его собственные наблюдения, посещения церковных магазинов и приходских лавок свидетельствовали о том, что «самыми покупаемыми» оказываются «самые сомнительные с духовной точки зрения издания», полные «суеверий, басен, апокалиптики». Чтобы обуздать «стихию» в издательском деле, необходим своеобразный «штаб», которым и должен был стать Издательский совет под руководством митрополита Климента (Капалина). По словам Патриарха Кирилла, задачи Издательского совета никак не связаны с коммерческой стороной издательского дела. Патриарх Кирилл видел этот синодальный орган именно как совет — совещательный орган, состоящий из руководителей крупных православных издательств (не только столичных), экспертов и аппарата Издательского совета.
25 декабря 2009 года решением Священного синода издательскому совету было поручено обязательное рецензирование всех изданий, предназначенных для распространения через систему церковной (епархиальной, приходской, монастырской) книготорговли.

## Деятельность по рецензированию изданий
По словам сотрудника Издательского совета игумена Евфимия (Моисеева):

Далеко не все издатели и авторы имеют богословское образование, поэтому главная задача коллегии по рецензированию <…> — выявлять соответствие содержания того или иного издания православному вероучению. Некоторые книги приходится отправлять на доработку, каким-то даже отказывать в присвоении грифа — многие издатели бывают этим весьма недовольны. Но коллегия исходит в своей работе из того, что Церковь несёт полную ответственность за духовную безопасность своих чад. Поэтому любой человек, который покупает книгу в храме, должен быть уверен, что эта книга как минимум не нанесёт ему духовного вреда, а в идеале — послужит его духовному возрастанию.

На заседаниях издательского совета было принято решение считать невозможным распространение книг через церковную (епархиальную, приходскую, монастырскую) книжную сеть, поскольку в них содержатся утверждения, противоречащие вероучению православной церкви.

## Состав
Состав Издательского Совета Русской Православной Церкви на период 2023—2026 годов (утверждён решением Священного Синода от 29 декабря 2022 года):
- митрополит Ташкентский и Узбекистанский Викентий (Морарь), глава Среднеазиатского митрополичьего округа;
- митрополит Симбирский и Новоспасский Лонгин (Корчагин);
- архиепископ Единецкий и Бричанский Никодим (Вулпе), председатель Издательского Совета Православной Церкви Молдовы;
- епископ Каскеленский Геннадий (Гоголев), викарий Астанайской епархии;
- епископ Уссурийский Иннокентий (Ерохин), викарий Владивостокской епархии;
- епископ Балашихинский и Орехово-Зуевский Николай (Погребняк), главный редактор Издательства Московской Патриархии;
- архимандрит Алипий (Кастальский), главный редактор Патриаршего издательско-полиграфического центра Свято-Троицкой Сергиевой лавры;
- игумен Иоанн (Лудищев), наместник Сретенского ставропигиального мужского монастыря г. Москвы;
- игумен Иоанн (Рубин), заместитель председателя Синодального отдела религиозного образования и катехизации;
- протоиерей Валентин Васечко, заместитель председателя Учебного комитета Русской Православной Церкви;
- протоиерей Владимир Воробьёв, ректор Православного Свято-Тихоновского гуманитарного университета;
- протоиерей Андрей Изакар, руководитель Издательского отдела Воронежской епархии;
- протоиерей Владимир Савельев, председатель Издательского отдела Украинской Православной Церкви;
- протоиерей Андрей Сикоев, клирик Германской епархии Русской Зарубежной Церкви;
- протоиерей Александр Троицкий, директор Синодальной библиотеки имени Святейшего Патриарха Алексия II;
- священник Олег Кунцевич, председатель Издательского Совета Белорусского экзархата;
- священник Сергий Фуфаев, и. о. заместителя председателя Синодального миссионерского отдела по апологетической миссии;
- диакон Димитрий Серов, директор Издательства Московской духовной академии;
- К. В. Антипов, заместитель директора по развитию Российской книжной палаты;
- Н. Ю. Бреев, директор издательства «Никея»;
- Д. В. Волужков, директор издательства Санкт-Петербургской духовной академии;
- А. С. Головин, исполнительный директор Ассоциации «Православная книга»;
- В. Ю. Малягин, главный редактор издательства «Даниловский благовестник»;
- М. В. Первушин, заведующий сектором публикаций Отдела внешних церковных связей Московского Патриархата.

## Руководители
Издательский совет при Святейшем Синоде
- Архиепископ Никон (Рождественский) (4 апреля 1913 — 6 июля 1916)
- Епископ Василий (Богоявленский) (6 июля 1916 — 28 апреля 1917) исполняющий должность
- Протоиерей Александр Рождественский (28 апреля — лето 1917)

Издательский отдел Московского Патриархата
- Патриарх Алексий I (2 февраля 1945 — начало 1947)
- Митрополит Николай (Ярушевич) (начало 1947 — 19 сентября 1960)
- Митрополит Никодим (Ротов) (19 сентября 1960 — 14 мая 1963)
- Митрополит Питирим (Нечаев) (14 мая 1963 — 3 декабря 1994)

Издательский совет Московского патриархата
- архимандрит Даниил (Воронин) (1994—1995)
- Епископ Тихон (Емельянов) (16 июля 1995 — 28 декабря 2000)
- Протоиерей Владимир Силовьев (28 декабря 2000 — 31 марта 2009)
- Митрополит Климент (Капалин) (с 31 марта 2009)

## Награды
Наградой Издательского совета является медаль первопечатника диакона Ивана Фёдорова. Является формой поощрения духовенства и мирян за значительный вклад в работу издательского совета — понесённые труды и заслуги в области развития православной авторской и издательской деятельности, духовно-просветительской, научно-богословской, административной и церковно-общественной работы, реализации благотворительных и социальных проектов. Медаль учреждена на основании положения о наградах Русской православной церкви. Медаль имеет две степени, при награждении вручаются медаль и удостоверение. Медаль носится на левой стороне груди.